# 西島剛志
西島 剛志（にしじま たかし、1957年（昭和32年）8月12日 - ）は、日本の実業家。横河電機代表取締役会長、日本電気計測器工業会 会長、電子情報技術産業協会 副会長。

## 略歴
- 1976年3月 神奈川県立鎌倉高等学校卒業（写真部出身）[2]
- 1981年3月 旧・東京都立大学理学部卒業
- 1981年4月 株式会社北辰電機製作所（現・横河電機株式会社）入社
- 2001年4月 プロダクト事業部フィールド技術2部長
- 2005年4月 IA事業部プロダクト事業センターフィールド機器PMK部長
- 2008年10月 IA事業部プロダクト事業センター長
- 2010年4月 横河メータ&インスツルメンツ株式会社 社長
- 2011年6月 取締役 兼 横河メータ&インスツルメンツ株式会社 社長
- 2012年4月 取締役常務執行役員 IAプラットフォーム事業本部長[3]
- 2013年4月 代表取締役社長[3]
- 2019年4月 代表取締役会長[3]
- 2018年5月 日本電気計測器工業会会長[4]
- 2020年6月 日立物流取締役[3]
- 2021年4月 横河電機取締役会長[3]
- 2022年6月 村田製作所取締役[3]